# Калканово
Калка́ново (баш. Ҡалҡан)— деревня в Учалинском районе Республики Башкортостан Российской Федерации. Входит в состав Учалинского сельсовета.

## География

### Географическое положение
Рядом с деревней располагается озеро Калкан.
Расстояние до:
- районного центра (Учалы): 26 км,
- центра сельсовета (Учалы): 16 км,
- ближайшей железнодорожной станции (Учалы): 18 км.

## Население
| 2002 | 2009 | 2010 |
| ---- | ---- | ---- |
| 392  | ↗395 | ↘332 |

## Достопримечательности
Озеро Калкан.